# Colégio Estadual Edmundo Bittencourt
O CEEB - Colégio Estadual Edmundo Bittencourt, foi inaugurado em 1970, com a presença do governador do Estado Geremias de Mattos Fontes, do prefeito Dr. Waldir Barbosa Moreira, e dos deputados João Smolka e Arthur Dalmasso, que muito insistiram para a sua construção. 
Criado anos antes com o nome de Instituto de Educação Méry Feres de Souza, o CEEB foi construído atendendo ao Projeto de lei do ex-prefeito Roger Malhardes, então deputado estadual, sendo seu diretor o professor Amaury Amaral dos Santos.

A foto ao lado é um registro oficial desse momento histórico (Inauguração do CEEB) - Colégio Estadual Edmundo Bittencourt em 1970. O então Prefeito Dr. Waldir Barbosa Moreira descerrando a placa e à esquerda o Diretor Prof. Amaury Amaral dos Santos, no mais novo prédio situado à Av. Lucio Meira, local da antiga estação do trem na Várzea no centro do munícipio de Teresópolis.

## Ex-prefeito foi aluno do CEEB
O Colégio prestou homenagem ao entao falecido prefeito da cidade de Teresópolis, Márcio Catao. O empresário foi aluno do CEEB (Colégio Estadual Edmundo Bittencourt) e do Unifeso (Centro Universitário Serra dos Órgãos), onde se formou em Administração. Catão faleceu no dia 28 de janeiro de 2023, aos 59 anos.

## Colégio Estadual Edmundo Bittencourt
O Colégio Estadual Edmundo Bittencourt (CEEB) é uma instituição pública de ensino localizada no bairro da Várzea, em Teresópolis, no estado do Rio de Janeiro, Brasil. Vinculado à Secretaria de Estado de Educação do Rio de Janeiro (SEEDUC-RJ), o colégio oferece ensino médio regular, Educação de Jovens e Adultos (EJA) e cursos técnicos na modalidade de magistério.

### História
O colégio foi fundado em 30 de maio de 1970, conforme o registro da Associação de Apoio à Escola Colégio Estadual Edmundo Bittencourt (CEEB). A instituição recebeu o nome em homenagem a Edmundo Bittencourt, jornalista e proprietário do jornal Correio da Manhã, reconhecido por sua contribuição à imprensa brasileira.

### Estrutura e recursos
Situado na Avenida Lúcio Meira, nº 311, o CEEB dispõe de uma infraestrutura que inclui biblioteca, laboratórios de ciências e informática, quadra esportiva coberta, auditório, sala de leitura, estúdio de gravação e edição, além de áreas verdes e pátios cobertos e descobertos. A escola também conta com recursos tecnológicos como lousas digitais, acesso à internet banda larga e computadores portáteis para uso dos alunos. Em termos de acessibilidade, possui corrimãos, portas com vão livre adequado e banheiros adaptados para pessoas com deficiência ou mobilidade reduzida.

### Atividades e projetos
O colégio promove diversas atividades extracurriculares e projetos educacionais. Em 2024, realizou a segunda edição da Feira das Profissões, evento que contou com a participação de instituições de ensino superior e técnico, oferecendo aos estudantes a oportunidade de conhecer diferentes áreas profissionais por meio de estandes interativos e workshops.

Além disso, o CEEB participou do IX Festival de Cinema de Teresópolis, onde alunos produziram e exibiram filmes de ficção, animação e documentários, integrando o projeto "Cinema na Escola", que visa promover discussões sobre transformações sociais e culturais por meio da linguagem cinematográfica.